# Raúl Márquez
Raúl Márquez (Reynosa, México, 28 de agosto de 1971) es un deportista estadounidense de origen mexicano que compitió en boxeo.
Ganó una medalla de bronce en el Campeonato Mundial de Boxeo Aficionado de 1989, en el peso wélter. Participó en los Juegos Olímpicos de Barcelona 1992, ocupando el quinto lugar en el peso superligero.
En octubre de 1992 disputó su primera pelea como profesional. En abril de 1997 conquistó el título internacional de la IBF, en la categoría de peso superligero. En su carrera profesional tuvo en total 46 combates, con un registro de 41 victorias, 4 derrotas y un empate.

## Palmarés internacional
| Campeonato Mundial | Campeonato Mundial | Campeonato Mundial | Campeonato Mundial |
| Año                | Lugar              | Medalla            | Categoría          |
| ------------------ | ------------------ | ------------------ | ------------------ |
| 1989               | Moscú (URSS)       | Medalla de bronce  | 67 kg              |